# Corella
Corella é um município da Espanha
na província e comunidade autónoma de Navarra. Tem 81,35 km² de área e em 2021 tinha 8 220 habitantes (densidade: 101 hab./km²).

## Demografia
| Variação demográfica do município entre 1991 e 2004 | Variação demográfica do município entre 1991 e 2004 | Variação demográfica do município entre 1991 e 2004 | Variação demográfica do município entre 1991 e 2004 |
| --------------------------------------------------- | --------------------------------------------------- | --------------------------------------------------- | --------------------------------------------------- |
| 1991                                                | 1996                                                | 2001                                                | 2004                                                |
| 6214                                                | 6329                                                | 7074                                                | 7493                                                |